# He Touched Me
He Touched Me är ett studioalbum av den amerikanske sångaren och musikern Elvis Presley, släppt den 3 april 1972. Albumet var Elvis fjärde gospelalbum, efter His Hand in Mine (1960), How Great Thou Art (1967) och samlingsalbumet You'll Never Walk Alone (1971). Detta album var Elvis sista gospelalbum utgivet under hans livstid, och det präglades av mer modern gospel (så kallad "samtida kristen musik") än de tidigare albumen.
He Touched Me mottogs positivt, och Elvis Presley tilldelades en Grammy i kategorin Best Inspirational Performance för albumet, vilket blev hans andra Grammy av totalt tre. I egenskap av att vara ett gospelalbum, sålde det inledningsvis inte så mycket, men i likhet med de andra av Elvis gospelalbum fortsatte det att sälja år efter år. He Touched Me certifierades guld den 27 mars 1992 och platina den 15 juli 1999 av Recording Industry Association of America (RIAA). Albumet nådde som bäst plats 79 på Billboard 200-listan i USA och plats 38 på UK Albums Chart i Storbritannien.

## Albumets utformning
Den manliga sånggruppen The Imperials hade spelat in med Elvis i studio tidigare (från 1966 och framåt) och under två år från 1969 till 1971 dessutom verkat som bakgrundssångare åt honom på hans liveshower. Med en ny barytonsångare var den fem man starka gruppen på plats för att bistå vid inspelningarna. Elvis tidigare gospelskivor hade haft en annan framtoning. Hans första album, His Hand in Mine från 1960, reflekterade gospeln som den hade varit i det förflutna. How Great Thou Art från 1967 var gospel som den lät vid den tiden. He Touched Me var det modernaste av Elvis gospelalbum, och det blickade mot genrens framtid med inslag av det som senare skulle bli känt som samtida kristen musik. Elvis blandade traditionellt gospelsound med det från modernare kristen rock. De snabbare låtarna har en lössläppt rockig känsla som blandas med spiritual och mer traditionell psalmliknande sång.

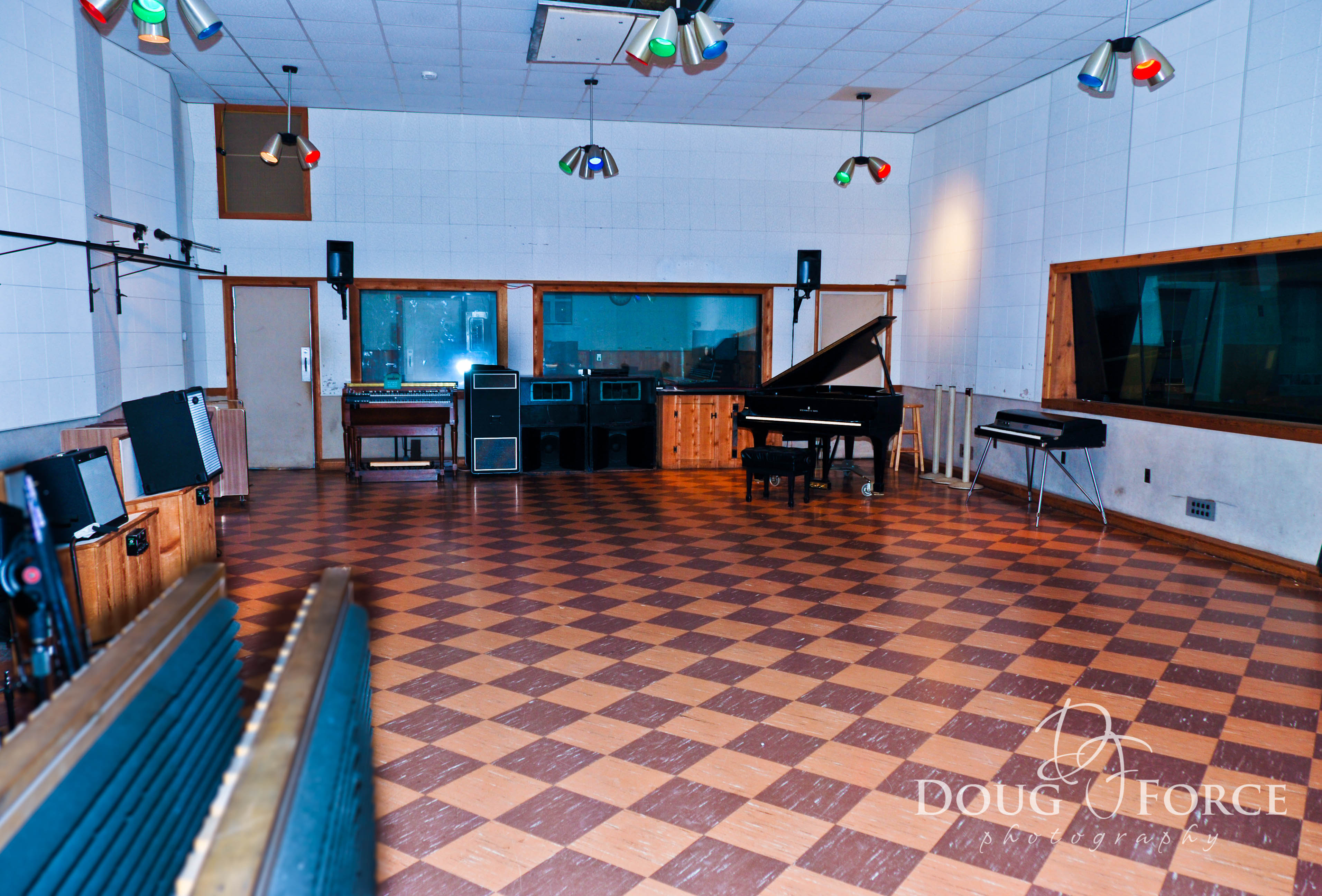
RCA Studio B, där alla låtar till albumet "He Touched Me" spelades in

RCA satte samman tolv låtar på albumet, vilket släpptes i påsktid tillsammans med den obligatoriska singeln, "He Touched Me" med "Bosom Of Abraham" som B-sida. Albumet fick positiv kritik och i likhet med de andra gospelalbumen kom det att bli en årligen återkommande säljframgång.

### Inspelningssessionerna
Alla låtar på albumet spelades in under tre inspelningssessioner i mars, maj och juni 1971 i RCA Studio B i Nashville. Vid dessa sessioner tillkom också samtliga låtar på Elvis Sings The Wonderful World of Christmas (oktober 1971) och merparten av låtarna på Elvis Now (februari 1972).

## Låtarna på Albumet

### Mars 1971, RCA Studio B, Nashville

#### Amazing Grace
En fyra dygn lång studiosession var inbokad i RCA:s Studio B i Nashville den 15–19 mars 1971, när Elvis anlände dit såväl förkyld som med ögonproblem. Följden blev att sessionen fick avbrytas efter endast en dags inspelningar och att Elvis nästa dag togs in på sjukhus i Nashville där han diagnosticerades med sekundärglaukom. Men man hann spela in fyra låtar under kvällen och natten den 15–16 mars och däribland "Amazing Grace".
Kompbandet inledde med att spela låten i en långsam, fast, dämpad takt, med Chip Young som lade till litet bluesig akustisk slidegitarr och David Briggs som bidrog med gospelackord på piano, medan Elvis och bakgrundssångarna sjöng. Efter den andra tagningen bad dock producenten Felton Jarvis gitarristen Chip Young att inte spela så bluesigt och den version som slutligen valdes till master innehöll mindre av blues och var mer konservativ och därför enligt Ernst Jørgensen också mindre fängslande. En version i ett friare mer dynamiskt arrangemang och med ett inslag av blues, via både Elvis sång och David Briggs pianospel, gavs ut 1995 på samlingsboxen Walk a Mile in My Shoes: The Essential '70s Masters.

### Maj 1971, RCA Studio B, Nashville
Nästa inspelningssession, efter den avbrutna i mars, ägde rum den 15–22 maj 1971 och samma musiker som var med på inspelningssessionen i juni 1970 var närvarande även denna gång. Man inledde med att spela in de låtar som kom att utgöra det nya julmusikalbumet Elvis Sings The Wonderful World of Christmas. Man spelade också in hälften av de låtar som kom att ges ut på albumet Elvis Now, men också sex av låtarna till albumet He Touched Me.

#### Lead Me, Guide Me

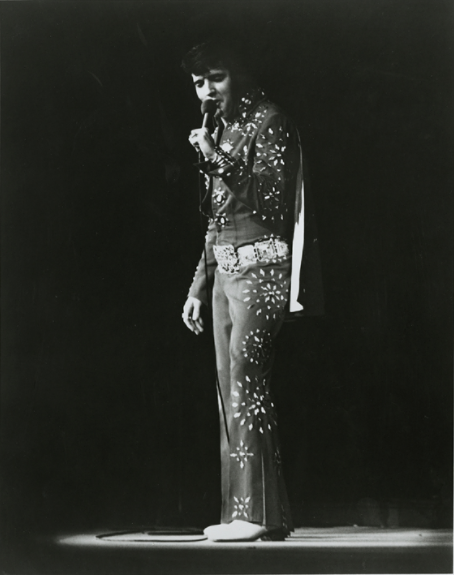
Elvis Presley i april 1972 under den turné som filmades för dokumentärfilmen Elvis on Tour. I denna dokumentärfilm ses han sjunga "Lead Me, Guide Me", "I, John" och "Bosom of Abraham" i form av jamsessioner tillsammans med J. D. Sumner and The Stamps och andra vänner.

Som sista låt under det tredje inspelningsdygnet, den 17–18 maj, spelade Elvis in "Lead Me, Guide Me", skriven av Doris Akers 1953 och ursprungligen inspelad av henne. Elvis omtolkade låten delvis. Han använde sig huvudsakligen av den text som inte var skriven på äldre engelska och därför var mer relevant och han gav låten ett flyt som saknades i den traditionella körstämman i Akers tolkning. Även melodin omarbetades så att det blev ett mer avslappnat men likväl engagerat sångnummer, där Elvis röst smälter samman med den från sångarna i The Imperials, och arrangemanget var sannolikt något som Elvis arbetade fram tillsammans med dem och de andra musikerna. Uppenbarligen älskade Elvis låten, och han brukade sjunga den tillsammans med sina körsångare och andra vänner, och vid inspelningen av filmen Elvis on Tour nästkommande år fångades ett sådant ögonblick på film då man framförde låten i ett gospeljam.

#### He Touched Me
Nästföljande inspelningsdygn, den 18–19 maj, tog sig Elvis an "He Touched Me", som också i egenskap av att vara albumets öppningsspår kom att ge namn åt hela albumet. Detta var en sång som hade kommit att bli något av en signaturlåt för The Imperials, som hade spelat in den 1965 och på nytt 1969. Eftersom The Imperials var på plats och bistod med bakgrundssång, kom Elvis arrangemang att bygga på deras från 1969. Elvis behöll de täta harmonierna hos The Imperials, samtidigt som han lade till sin egen huvudsång ovanpå. Han avstod också från att lägga till stråkar, som förekom på Imperials inspelning, och gav låten en ny intensitet genom att hålla den okomplicerad. Det blev ett innerligt framförande, som han slutförde på fyra tagningar. Låten kom att ges ut som singel tillsammans med "Bosom of Abraham".

#### I've Got Confidence
"I've Got Confidence" spelades också in den 18–19 maj, och det var en relativt ny låt av gospelartisten Andrae Crouch. The Imperials hade spelat in också den tidigare, men Elvis gav gospellåten en tuffare framtoning och med självsäkerhet (confidence) förvandlade den mer till kristen rock.

#### An Evening Prayer
"An Evening Prayer" spelades in som sista låt på morgonen den 19 maj. Det är återigen en helt annorlunda låt och en hyllning till Mahalia Jackson, som Elvis var en stor beundrare av. Hennes version av låten, inspelad 1958, var kanske den mest berömda av alla gjorda inspelningar och Elvis verkar ha utformat sin inspelning efter hennes – dock med mindre utsmyckning av melodin än i Jacksons version, men lika innerlig, passionerad och rörande.

#### Seeing is Believing
Nästa natt av inspelningar, den 19–20 maj, inleddes med en alldeles nyskriven låt av Elvis vän och livvakt, Red West i samarbete med Glen Spreen – "Seeing is Believing". Den gick i mångt och mycket i samma kristna rockstil som "I've Got Confidence". De kvinnliga sångarna Mary och Ginger Holladay, samt Millie Kirkham, arbetade tätt tillsammans med Elvis på denna låt och bidrog starkt till att göra låten så bra som den blev.

#### A Thing Called Love

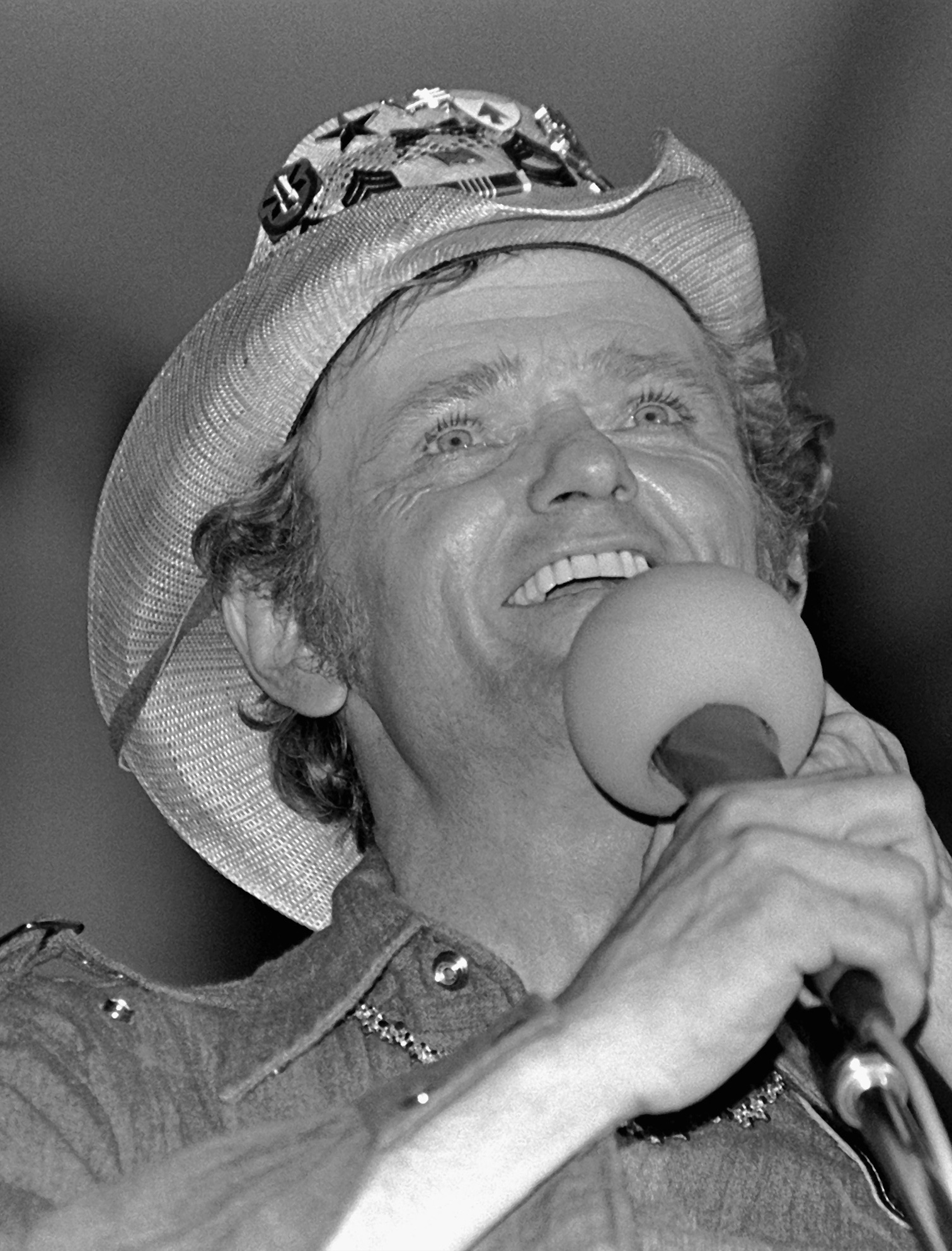
Jerry Reed, som skrev "A Thing Called Love".

"A Thing Called Love" skrevs 1968 av Jerry Reed, som också hade skrivit två andra låtar som Elvis hade spelat in: "Guitar Man" och "U.S. Male". När Elvis spelade in denna låt den 19–20 maj, valde han att genom hela låten sjunga basstämma enstämmigt tillsammans med bassångaren Armond Morales i The Imperials.

### Juni 1971, RCA Studio B, Nashville
Det tredje inspelningstillfället ägde rum den 8–11 juni 1971 och var en följd av att man behövde slutföra gospelalbumet.

#### Reach Out to Jesus
Första dygnets inspelningar, den 8–9 juni, avslutades med att man spelade in en ny låt – "Reach Out to Jesus". Den hade skrivits av Ralph Carmichael som var nykomling när det gällde att skriva låtar åt Elvis. Ralph Carmichael hade arbetat med bland andra Nat King Cole men koncentrerade sig sedan mitten av sextiotalet mest på gospelmusik.
Låten inleds med att Elvis sjunger tillsammans med The Imperials. När sedan Elvis övergår till att sjunga "are you growing weary with the struggle of it all" solo, är hans röst spröd och sårbar, och han är djupt engagerad i musiken. Arrangemanget är också genomtänkt och bygger upp till ett klimax, där Elvis använder all den kraft han har i sin röst, och i Mike Eders ord sjunger så att han nästan uppnår katarsis.. Ernst Jørgensen menar att låten visar att om omständigheterna var de rätta, kunde Elvis prestera imponerande gospel.

#### He is My Everything
"He is My Everything" spelades in som första låt på junisessionens andra inspelningsdygn, den 9–10 juni. Låten är densamma som "There Goes My Everything", men med en ny och kristen text. Elvis hade spelat in "There Goes My Everything" redan den 8 juni 1970 och den var en av låtarna på albumet Elvis Country (1971) och gavs också ut som singel.

#### There Is No God But God
Inspelningen av "There is No God But God" var ett försök att blåsa nytt liv i en Ink Spots-låt från 1951. Direkt efter att man hade spelat in "He is My Everything" under det andra inspelningsdygnet, gav man sig i kast med låten som slutfördes i fem tagningar. Arrangemanget var såväl enkelt som traditionellt, och Shane Brown menar att sången verkar ha fått för litet omsorg och omtanke.

#### I, John
För att få ihop tillräckligt många gospellåtar till albumet, tog sig Elvis därefter an två låtar som han kände väl, nämligen "I, John" och "Bosom of Abraham". Detta var sånger som han ofta sjöng tillsammans med sina vänner och sin familj för att koppla av, och som han hade sjungit privat otaliga gånger. I dokumentärfilmen Elvis on Tour från 1972 framför Elvis tre låtar från albumet i form av jamsessioner tillsammans med J. D. Sumner and The Stamps och andra vänner, utöver tidigare nämnda "Lead Me, Guide Me" också dessa båda. "I, John" bygger nästa uteslutande på Elvis och The Imperials harmonistämmor, och den har minimal instrumentering. Elvis förefaller vara fullständigt engagerad i det han gör på denna låt.

#### Bosom of Abraham
Direkt efter "I, John" under det andra inspelningsdygnet den 9–10 juni, spelade Elvis in "Bosom of Abraham", en traditionell afroamerikansk spiritual. Texten är inte lika utarbetad och omfattande som på "I, John" och innehåller heller inte lika många dogmer som den gör, men låtarna har i princip samma rytm. Även på "Bosom of Abraham" var Elvis fullt engagerad när han sjöng stämsång tillsammans med The Imperials till endast minimalt instrumentalt ackompanjemang. Tillsammans med "He Touched Me" gavs "Bosom of Abraham" ut som singel.

## Återutgivningar
År 2008 släpptes en utökad version av albumet på cd bestående av originalalbumet och dessutom ytterligare fyra låtar med andligt innehåll. Det var "Only Believe" och "Put Your Hand in the Hand" vilka spelades in samtidigt som övriga låtar på He Touched Me men som i stället släpptes på Love Letters from Elvis (1971) respektive Elvis Now (1972). Dessutom ingick "I Got a Feelin' in My Body", inspelad i december 1973 och utgiven på Good Times (1974) och "Help Me", också inspelad i december 1973 och utgiven på Promised Land (1975). År 2011 släpptes en ytterligare utökad version av albumet på två cd:ar på samlaretiketten FTD. Den består av originalalbumet från 1972 och därutöver ett antal bonusspår inspelade under 1971 års Nashville-sessioner. De utgörs huvudsakligen av alternativa tagningar av låtarna på originalalbumet. 

## Låtlistor

### Originalutgåva 1972 lp
| 1. | He Touched Me       | William J. Gaither                                     | 18–19 maj 1971 | 2:37 |
| 2. | I've Got Confidence | Andraé Crouch                                          | 19 maj 1971    | 2:20 |
| 3. | Amazing Grace       | John Newton; arrangerad och bearbetad av Elvis Presley | 15 mars 1971   | 3:32 |
| 4. | Seeing Is Believing | Red West, Glen Spreen                                  | 19 maj 1971    | 2:50 |
| 5. | He Is My Everything | Dallas Frazier                                         | 9 juni 1971    | 2:38 |
| 6. | Bosom of Abraham    | William Johnson, George McFadden, Phillip Brooks       | 10 juni 1971   | 1:34 |

| 1.           | An Evening Prayer       | C. Maude Battersby, Charles H. Gabriel           | 19 maj 1971    | 1:52  |
| 2.           | Lead Me, Guide Me       | Doris Akers                                      | 18 maj 1971    | 2:39  |
| 3.           | There Is No God But God | Bill Kenny                                       | 9–10 juni 1971 | 2:17  |
| 4.           | A Thing Called Love     | Jerry Reed                                       | 19–20 maj 1971 | 2:22  |
| 5.           | I, John                 | William Johnson, George McFadden, Phillip Brooks | 9–10 juni 1971 | 2:14  |
| 6.           | Reach Out to Jesus      | Ralph Carmichael                                 | 9 juni 1971    | 3:12  |
| Total längd: | Total längd:            | Total längd:                                     | Total längd:   | 30:07 |

### 2008 cd Legacy Edition
| 1.           | Spåren 1–12 är desamma som på originalutgåvan New Bonus Songs |                |                  | 30:53 |
| 13.          | Only Believe (från Love Letters from Elvis)                   | Paul Rader     | 8 juni 1970      | 2:50  |
| 14.          | Put Your Hand in the Hand (från Elvis Now)                    | Gene MacLellan | 8 juni 1971      | 3:18  |
| 15.          | I Got a Feelin' in My Body (från Good Times)                  | Dennis Linde   | 10 december 1973 | 3:35  |
| 16.          | Help Me (från Promised Land)                                  | Larry Gatlin   | 12 december 1973 | 2:28  |
| Total längd: | Total längd:                                                  | Total längd:   | Total längd:     | 43:04 |

### 2011 FTD 2 cd Special Edition
| 1.           | Spåren 1–12 är desamma som på originalutgåvan Alternate Takes |                                                  |                | 30:56 |
| 13.          | He Touched Me (take 2)                                        | William J. Gaither                               | 18–19 maj 1971 | 2:54  |
| 14.          | An Evening Prayer (take 2)                                    | C. Maude Battersby, Charles H. Gabriel           | 19 maj 1971    | 1:59  |
| 15.          | Seeing Is Believing (takes 1–4)                               | Red West, Glen Spreen                            | 19 maj 1971    | 7:01  |
| 16.          | A Thing Called Love (take1)                                   | Jerry Reed                                       | 19–20 maj 1971 | 2:44  |
| 17.          | He Is My Everything (take 1)                                  | Dallas Frazier                                   | 9 juni 1971    | 4:00  |
| 18.          | Bosom of Abraham (takes 2, 3)                                 | William Johnson, George McFadden, Phillip Brooks | 10 juni 1971   | 2:42  |
| 19.          | Reach Out to Jesus (takes 1–7, 9)                             | Ralph Carmichael                                 | 9 juni 1971    | 6:50  |
| 20.          | The Lord's Prayer                                             | Albert Hay Malotte                               | 16 maj 1971    | 2:41  |
| Total längd: | Total längd:                                                  | Total längd:                                     | Total längd:   | 61:47 |

| 1.           | Johnny B. Goode                               | Chuck Berry                                      | 18–19 maj 1971 | 1:10  |
| 2.           | He Touched Me (take 3 [incomplete])           | William J. Gaither                               | 18–19 maj 1971 | 3:33  |
| 3.           | An Evening Prayer (take 3)                    | C. Maude Battersby, Charles H. Gabriel           | 19 maj 1971    | 2:54  |
| 4.           | Seeing Is Believing (take 7)                  | Red West, Glen Spreen                            | 19 maj 1971    | 3:59  |
| 5.           | A Thing Called Love (rehearsal)               | Jerry Reed                                       | 19–20 maj 1971 | 5:36  |
| 6.           | There Is No God But God (takes 1–4)           | Bill Kenny                                       | 9–10 juni 1971 | 4:30  |
| 7.           | Amazing Grace (takes 1, 2)                    | John Newton                                      | 15 mars 1971   | 5:17  |
| 8.           | Seeing Is Believing (takes 8–10)              | Red West, Glen Spreen                            | 19 maj 1971    | 5:51  |
| 9.           | An Evening Prayer (take 5)                    | C. Maude Battersby, Charles H. Gabriel           | 19 maj 1971    | 2:06  |
| 10.          | I, John (take 1)                              | William Johnson, George McFadden, Phillip Brooks | 9–10 juni 1971 | 2:04  |
| 11.          | Bosom Of Abraham (take 4)                     | William Johnson, George McFadden, Phillip Brooks | 10 juni 1971   | 1:48  |
| 12.          | A Thing Called Love (takes 2, 3)              | Jerry Reed                                       | 19–20 maj 1971 | 5:06  |
| 13.          | I've Got Confidence (take 1)                  | Andraé Crouch                                    | 19 maj 1971    | 3:10  |
| 14.          | An Evening Prayer (take 7)                    | C. Maude Battersby, Charles H. Gabriel           | 19 maj 1971    | 2:01  |
| 15.          | He Is My Everything (takes 2, 4 [incomplete]) | Dallas Frazier                                   | 9 juni 1971    | 2:34  |
| 16.          | Bosom of Abraham (takes 5, 7)                 | William Johnson, George McFadden, Phillip Brooks | 10 juni 1971   | 2:26  |
| 17.          | A Thing Called Love (takes 4–7)               | Jerry Reed                                       | 19–20 maj 1971 | 8:12  |
| 18.          | An Evening Prayer (take 8)                    | C. Maude Battersby, Charles H. Gabriel           | 19 maj 1971    | 2:16  |
| 19.          | Seeing Is Believing (takes 11, 12)            | Red West, Glen Spreen                            | 19 maj 1971    | 4:26  |
| Total längd: | Total längd:                                  | Total längd:                                     | Total längd:   | 68:59 |